# Чудняково
Чудняко́во (рос. Чудняково) — присілок у складі Щучанського району Курганської області, Росія. Входить до складу Ніколаєвської сільської ради.
Населення — 79 осіб (2010, 174 у 2002).
Національний склад станом на 2002 рік: росіяни — 91 %.